# Basilika Maria Königin von Ungarn

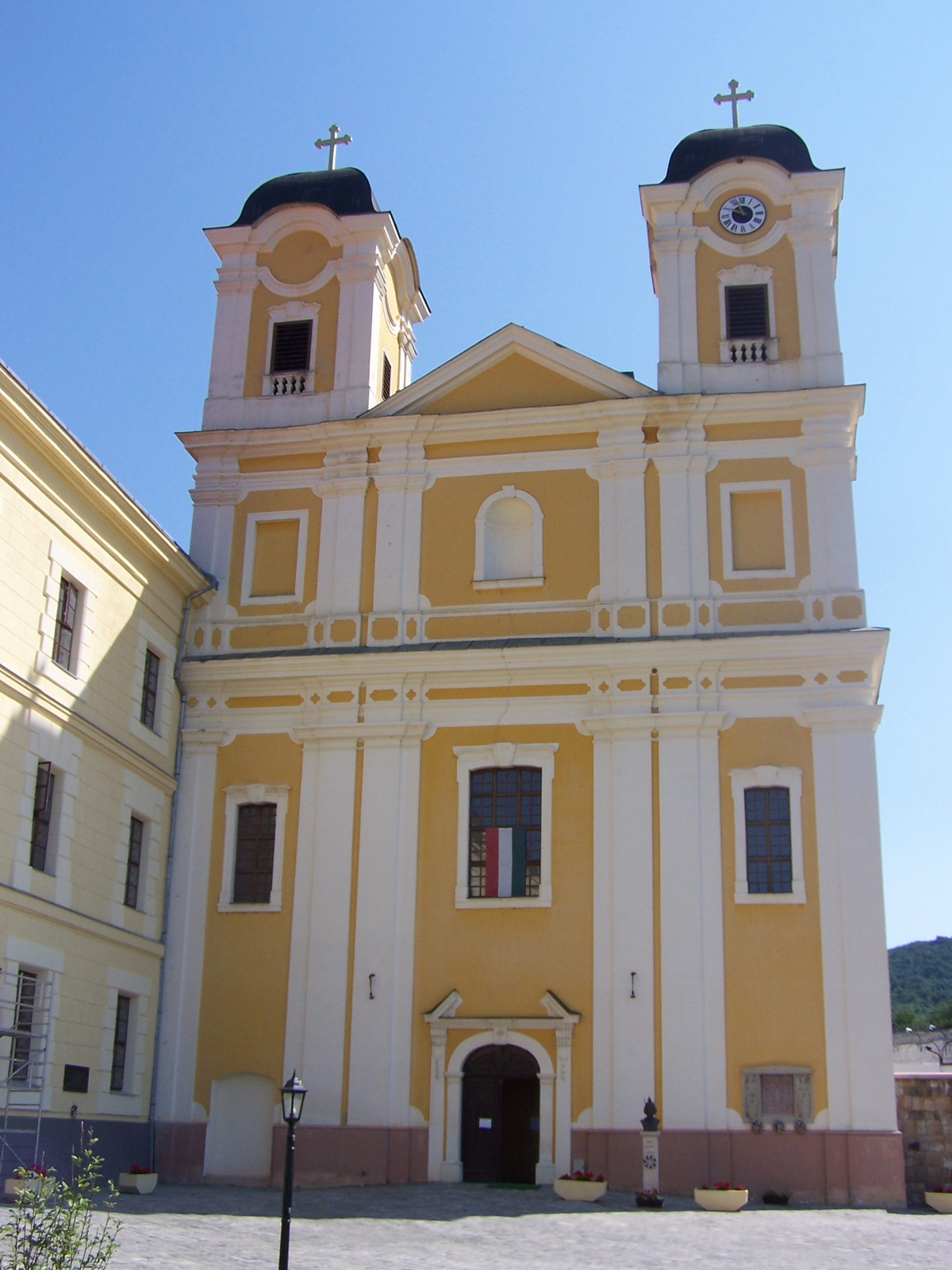
Fassade der Basilika

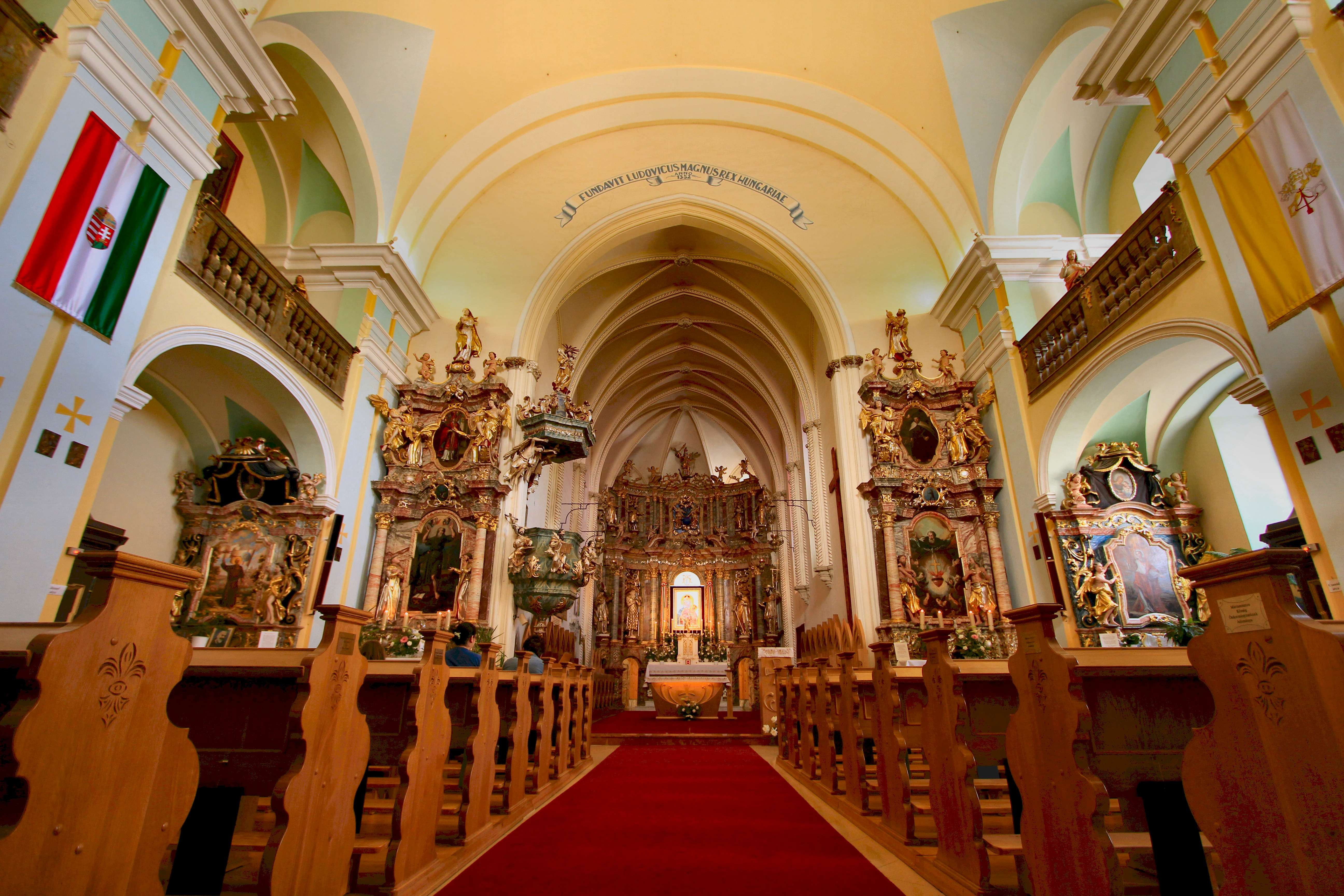
Innenraum der Kirche

Die Basilika Maria Königin von Ungarn (ungarisch Magyarok Nagyasszonya-bazilika) ist eine römisch-katholische Pfarrkirche in Márianosztra, Komitat Pest im Norden Ungarns. Die denkmalgeschützte ehemalige Klosterkirche im Bistum Vác ist der Gottesmutter Maria gewidmet und hat den Rang einer Basilica minor.

## Geschichte
Ludwig I. ließ die neu gegründeten Pauliner 1352 in ländlicher Gegend eine Kirche und ein Kloster errichten, in dem seine Tochter Hedwig von Anjou erzogen wurde. Die um das Kloster in der Folgezeit entstehende Siedlung erhielt den Namen der Klosterpatronin Maria nostra (lat. „Unsere Maria“, in ungarischer Schreibung Márianosztra). Während der Kämpfe gegen die Türken wurde die Anlage zur Ruine. Nach dem Wiederaufbau ab 1712 wurde die Kirche 1729 neu geweiht und erhielt ein Marienbild aus dem Paulinerkloster Jasna Góra in Tschenstochau. Eine erste Orgel wurde 1774 installiert, die aktuelle Emporenorgel 1904. Im Jahr 1786 mussten die Pauliner das aufgelöste Kloster verlassen, das später als Gefängnis genutzt wurde. Die Kirche wurde durch eine neu entstandene Pfarrgemeinde genutzt. 1989 kehrten die Pauliner zur Betreuung des Heiligtums zurück. Im Jahr 2012 erhielt die Kirche durch Papst Benedikt XVI. den Rang einer Basilica minor verliehen.

## Architektur
Die Kirche bildet zusammen mit dem Kloster einen Innenhof. Die Fassade ist symmetrisch mit zwei niedrigen seitlichen Türmen auf einer quadratischen Basis, dazwischen liegt mittig der Eingang. Das barocke Langhaus und der niedrigere gotische Chor haben die gleiche Länge. Der Chor schließt mit einer polygonalen Apsis, in der der Hauptaltar mit dem Marienbild und hölzernen Heiligenfiguren steht. Die Decke des Chors besitzt ein Kreuzrippengewölbe. Im Kirchenschiff stehen sechs Seitenaltäre.